# Вулиця Героїв Дніпра (Черкаси)
Ву́лиця Геро́їв Дніпра́ — вулиця в Черкасах в мікрорайоні Митниця.

## Розташування
Починається від вулиці Козацької, простягається уздовж берега Кременчуцького водосховища на Дніпрі, має кругове перехрестя з вулицею Сержанта Смірнова. Закінчується перехрестям з вулицею Жужоми.

## Опис

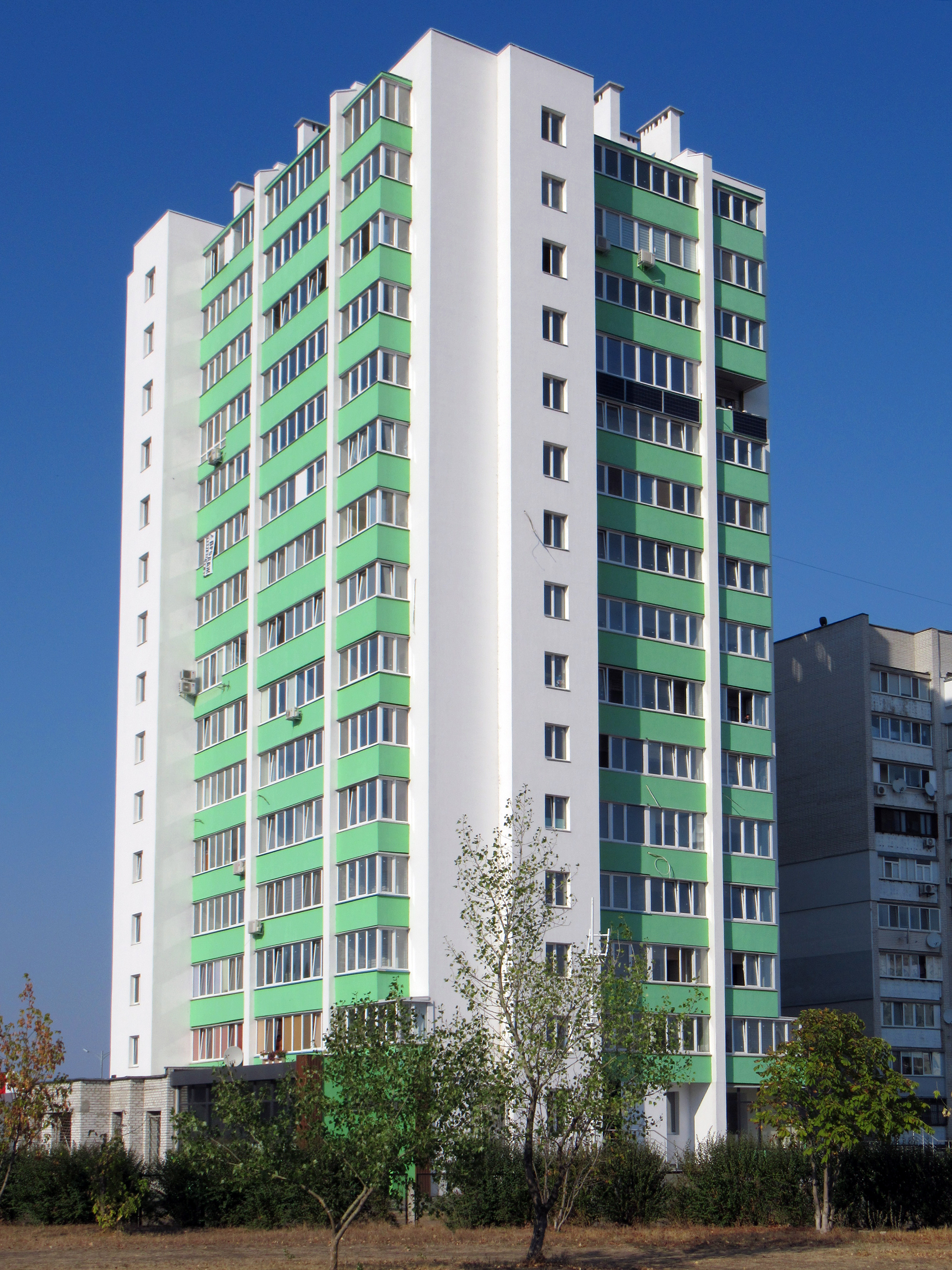
№ 7/1 — типовий проєкт 124-87-151

Більша частина вулиці широка, по дві смуги руху в кожний бік, на відрізку від вулиці Богдана Хмельницького до вулиці Жужоми - одна смуга в кожен бік. Перетинається з вулицями: Козацька, Сержанта Смірнова, Богдана Хмельницького та Жужоми. Між вулицею та водосховищем знаходиться місцевість Пустир.

## Походження назви
Вулиця названа на честь героїв Радянського Союзу, учасників Другої Світової війни, які воювали за місто Черкаси під час форсування Дніпра в 1943 році.

## Історія
Вулиця була утворена 1983 року шляхом з'єднання між собою вулиць Козацької та Гагаріна (через вулицю Жужоми). До 2016-го року була в занедбаному стані на всій протяжності, а особливо від перехрестя з вулицею Сержанта Смірнова в напрямку до житлового комплексу "Дніпровські Хвилі" (адреса вул. Героїв Дніпра, 89) та перехрестя з вулицею Жужоми, де було частково відсутнє тверде дорожнє покриття. З 2016-го року почалась масштабна реконструкція вулиці, спочатку була реконструйована вищезгадана недобудована ділянка, а в 2017-2019 рр. була закінчена решта вулиці. На перехресті з вулицею Смірнова була організована кільцева розв'язка. На вулиці були заново побудовані та облаштовані освітлення, тротуари, велосипедна доріжка, зупинки громадського транспорту та парковки для автомобільного транспорту. Створена система дощової каналізації, якої раніше тут не було, і вода під час злив затримувалась на дорозі, утворюючи значні підтоплення, що часто унеможливлювали рух транспорту. На відрізку від кільцевої розв'язки і до вулиці Козацької також створені острівці безпеки на пішохідних переходах, які підвищують безпеку дорожнього руху.